# Октябрський (Мошковський район)
Октябрський (рос. Октябрьский) — селище у Мошковському районі Новосибірської області Російської Федерації.
Входить до складу муніципального утворення Барлацька сільрада. Населення становить 1760 осіб (2010).

## Історія
Згідно із законом від 2 червня 2004 року органом місцевого самоврядування є Барлацька сільрада.

## Населення
| 2002 | 2007  | 2010  |
| ---- | ----- | ----- |
| 1564 | ↗1645 | ↗1760 |